# Cissus decaryi
Cissus decaryi är en vinväxtart som beskrevs av Wahlert & Phillipson. Cissus decaryi ingår i släktet Cissus och familjen vinväxter. Inga underarter finns listade i Catalogue of Life.